# 1998 MM19
1998 MM19 är en asteroid i huvudbältet som upptäcktes den 23 juni 1998 av LINEAR i Socorro County, New Mexico.
Den tillhör asteroidgruppen Hungaria.